# LastChaos
LastChaos（ラストカオス）とは韓国のNAKO Entertainment(現在はBarunson Games)が開発し、韓国、中国、タイ、マレーシア、アメリカ、ドイツ、ブラジルで運営されているMMORPG。

## あらすじ
創造主は天上界と魔界を創り、その2つを繋ぐ間に地上界を創り、自らの代理として、各世界の支配者を創造した。
天上界を支配する光の神・アプロン（Apron）、魔界を支配する闇の神・エレス（Eres）、そして、地上界を支配する人間。
3つの世界と支配者を創り終えた創造主は、その世界の歴史の流れを眺めるため、忽然と姿を消した。それと同時に、アプロンとエレスは、戦争を始めた。2人の神の戦いは、長い年月の末、両者が地上から姿を消すことで終結し、地上界はようやく平和になったと思われた。
しかし、今度は、地上界の各地で争いが起きた。その中で、特に大きな戦乱を巻き起こしたのは、人間とハイエルフの生存競争から起きた種族間紛争。両種族の対立は長期に渡り、他の異種族をも巻き込み、紛争の規模は拡大してしまう。
しかも、西方から現れた異種族・タイタン族の参入により紛争は更に激化し、世界は大混乱に陥ってしまう。
果たして、この大戦乱に幕を閉じる者は現れるのか？

## 日本でのサービス
日本ではドリームエンターテイメントによって運営されていたが、2009年8月6日、同年9月24日をもって日本国内におけるサービス終了することが発表された。
その後、9月18日にYNK JAPAN（現：WeMade Online）への移管が発表され、同月27日からサービス再開された。
しかし、2011年7月15日をもって、ドリームエンターテイメント時代から継続された日本国内におけるサービスが完全に終了した。

### サーバー
- ウラノス

## キャラクター
- タイタン
  - ウォーマスター
  - ハイランダー
- ナイト
  - ロイヤルナイト
  - テンプルナイト
- ローグ
  - アサシン
  - レンジャー
- ヒーラー
  - アーチャー
  - クレリック
- メイジ
  - ウィザード
  - ウィッチ
- ソーサラー
  - スペシャルリスト
  - エレメンタルリスト
- ナイトシャドウ

2次転職はナイトシャドウ以外、それぞれ2つ選べる。

ナイトシャドウは上位職で、アカウント内にレベル90以上のキャラクターが存在している場合のみ作成可能。